# Muzyka (rzeźba)
Muzyka – jedna z trzech, obok Sztuk Pięknych i Teatru, realizacji rzeźbiarskich zdobiących warszawski MDM od 1952 roku. Znajduje się na budynku przy Koszykowej 34/50. Projekt został wybrany w wyniku konkursu. Autorem dzieła jest Józef Gosławski, jednak ze względu na krótki termin realizacji w pracy pomagał mu brat - Stanisław - oraz żona - Wanda. Pierwszym etapem powstawania rzeźby był niewielki model konkursowy. Następnie utworzona została kompozycja wielkością zbliżona do naturalnej. Brak rusztowań, problemy z pozyskaniem funduszy oraz krótki termin skłoniły artystów zaangażowanych w prace rzeźbiarskie do zredagowania stosownego pisma skierowanego do ówczesnego naczelnego architekta Warszawy - Józefa Sigalina - z opisem problemów stojących na przeszkodzie, co wkrótce przyczyniło się do poprawy warunków i umożliwiło terminową realizację pracy.
Grupa Muzyka znalazła się na jednej z pocztówek wydawanych w 1952 roku. Kosztowała ona 1,30 zł, z czego 0,08 zł przeznaczano na Społeczny Fundusz Odbudowy Stolicy.
O grupach alegorycznych na MDM pisano m.in. w Stolicy z 1954, gdzie oceniono jest pozytywnie na tle ówcześnie powstających w Warszawie rzeźb, krytykując jedynie narzucone przez architektów wymiary:

Grupy rzeźbiarskie wieńczące budynek przy ul. Pięknej są bez porównania lepsze. Są to kompozycje o charakterze monumentalnym, lecz nacechowane swobodą żywego ruchu i patetycznym wyrazem, który odpowiada ich alegorycznej treści. Ich rozmieszczenie na attyce wydaje się prawidłowe: wielkość natomiast w stosunku do budynku, jak zwykle, przesadna.

## Galeria

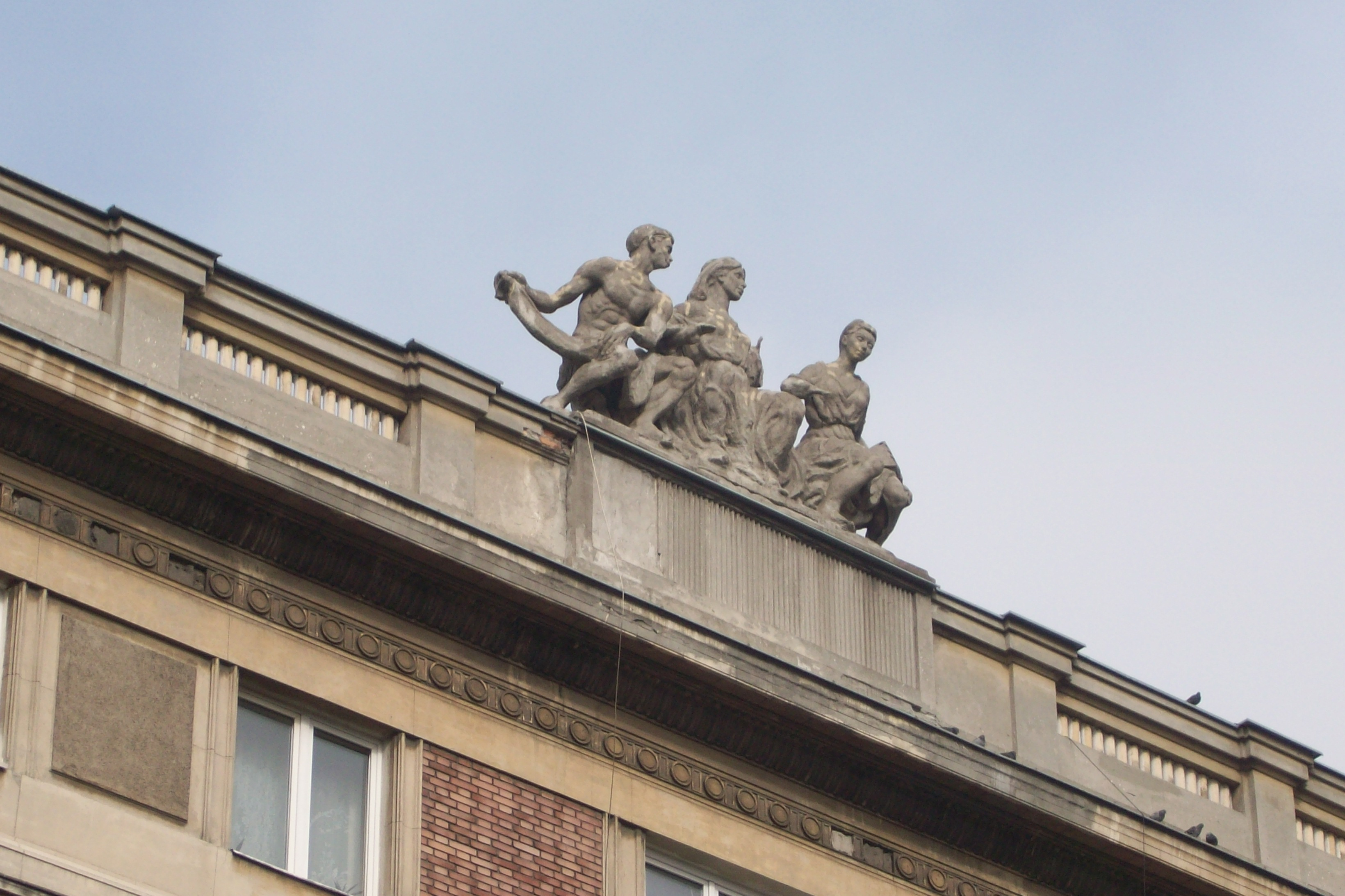
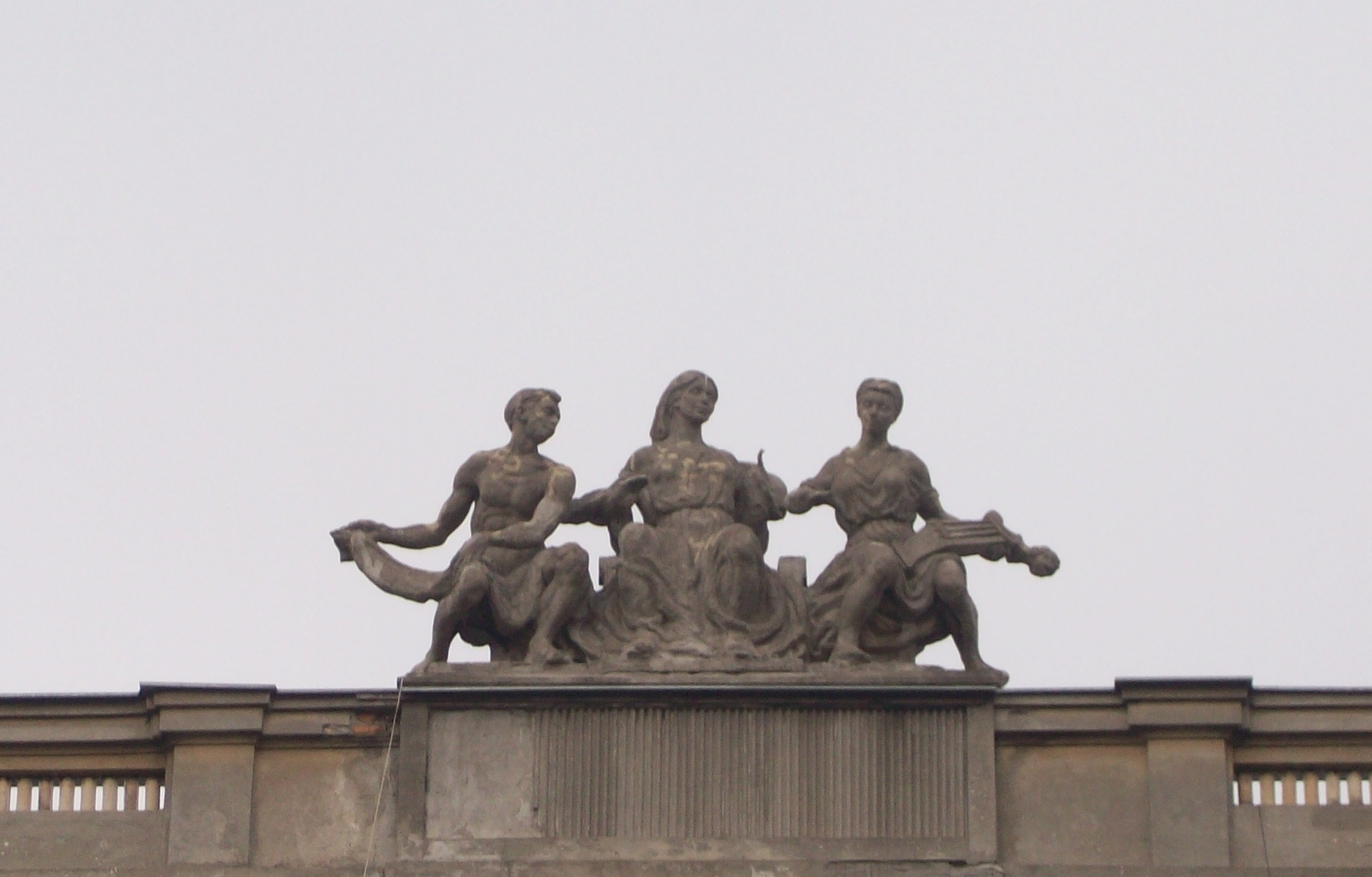